# Corocoro
Corocoro (hiszp. Isla Corocoro) – wyspa na Oceanie Atlantyckim, położona u ujścia rzeki Barima, na granicy Gujany i Wenezueli. Zajmuje powierzchnię około 690 km2. Większość terytorium wyspy należy do Wenezueli, a część wschodnia do Gujany, jednak granica jest sporna i oba państwa roszczą sobie prawo do całej wyspy. Kluczowy spór dotyczy interpretacji biegu rzeki Amacuro, która przecina się z Barimą. Jeśli uznać, że Amacuro wpada bezpośrednio do Atlantyku, wyspa należy do Wenezueli; jeśli natomiast łączy się z Barimą i dopiero potem wpada do oceanu, to wyspa powinna należeć do Gujany. Aktualną granicę wyznacza prowizoryczna linia prosta od miejsca połączenia obu rzek do południka 60°W. W rejonie wyspy Korokoro odkryto złoża ropy naftowej. Północne wybrzeże wyspy jest bagniste i gęsto zalesione.